# ポートピア大橋
ポートピア大橋（ポートピアおおはし）は、兵庫県神戸市中央区にある本州側の新港第四突堤とポートアイランド間に架かる神戸新交通ポートアイランド線（通称ポートライナー）専用の鉄道橋である。

## 概要

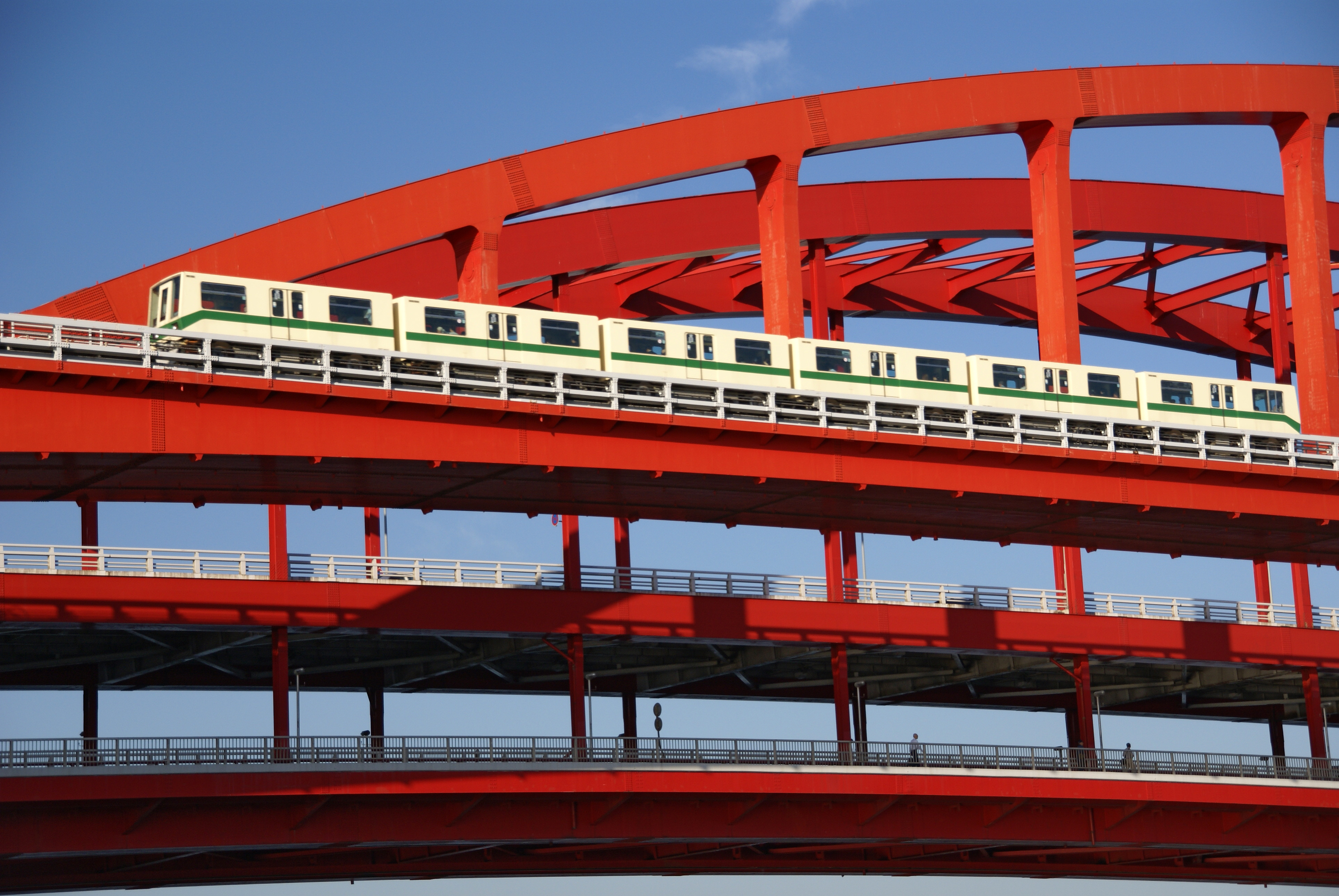
ポートピア大橋を渡るポートライナー

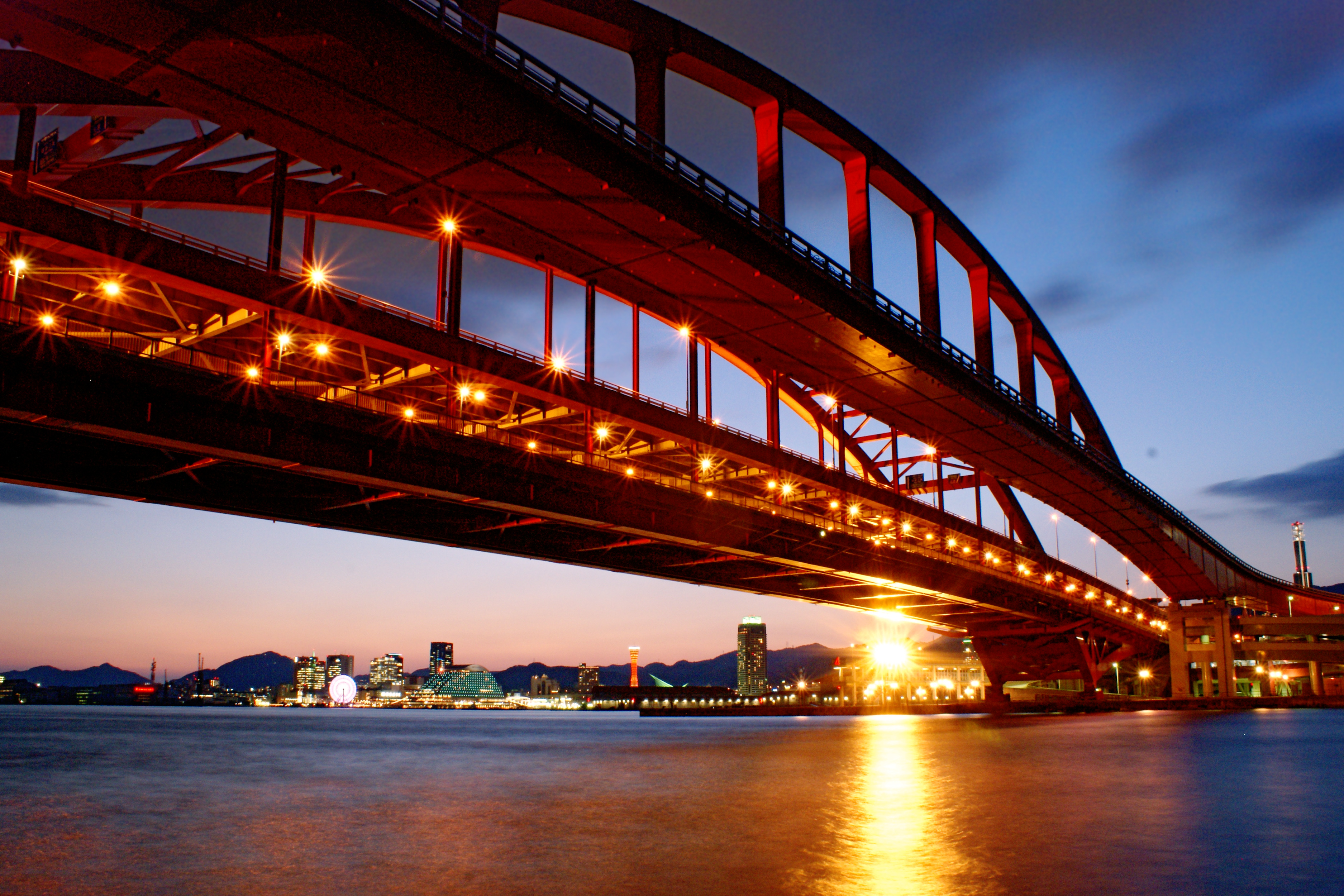
右がポートピア大橋、左が神戸大橋

ポートアイランド線のポートターミナル駅と中公園駅との間で大阪湾を渡る橋長522.3mの橋梁である。本橋梁の西側6mに神戸大橋が隣接するが、この2つは別々の建造物である。主橋脚は19×16×33mのコンクリートケーソン（ニューマチックケーソン工法）で、側橋脚は杭基礎で建設された。
1995年（平成7年）1月17日発生の阪神・淡路大震災では、本橋梁の橋脚基礎の移動や橋脚の傾きにより橋体のねじれ、支承や耐震連結装置の破損が発生するなどの被害を受けたが、同年7月31日には復旧している。

## 諸元
- 種別 - 鋼鉄道橋
- 形式 - 下路式ローゼ橋
- 橋長 - 522.3m
- 径間数 - 4
- 支間 - 88.8m + 91.5m + 250.0m + 91.5m
- 線数 - 複線
- 活荷重 -
- 竣工 - 1979年（昭和54年）
- 施主 - 神戸市
- 橋梁設計 - 川崎重工業
- 橋桁製作 - 同上